# Ozarba venata
Ozarba venata är en fjärilsart som beskrevs av Butler 1889. Ozarba venata ingår i släktet Ozarba och familjen nattflyn. Inga underarter finns listade i Catalogue of Life.